# چرنیووتسی
چرنیووتسی (به بلغاری: Chernyovtsi) یک منطقهٔ مسکونی در بلغارستان است که در شهرستان کاردژالی واقع شده‌است.